# اچ‌ام‌ای‌اس سیدنی (آر۱۷)
اچ‌ام‌ای‌اس سیدنی (آر۱۷) (به انگلیسی: HMAS Sydney (R17)) یک کشتی بود که طول آن ۶۳۰ فوت (۱۹۰ متر) بود. این کشتی در سال ۱۹۴۴ ساخته شد.